# Sociedade de Estudos Espiríticos - Grupo Confúcio
A Sociedade de Estudos Espiríticos - Grupo Confúcio foi a primeira instituição espírita constituída juridicamente no Rio de Janeiro, então capital do Império do Brasil. Formada em agosto de 1873, o grupo durou apenas três anos, mas foi responsável pela primeira tradução das obras principais de Allan Kardec, pelo lançamento do segundo periódico espírita do Brasil e pela primeira assistência gratuita homeopática.

## Nome
O nome da sociedade, "Grupo Confúcio", não era uma homenagem ao filósofo chinês Confúcio, mas a um espírito que aparecia já há um tempo nos trabalhos particulares de Francisco Siqueira Dias Sobrinho para transmitir princípios de moral.

## Antecedentes
A primeira notícia do fenômeno das mesas girantes no Brasil surge no Jornal do Commercio de 14 de junho de 1853. Em 1860, os primeiros exemplares em francês d'O Livro dos Espíritos, de Allan Kardec, chegam ao Brasil, mesmo ano em que é publicado o primeiro livro sobre o tema, "Os Tempos São Chegados", do professor francês Casimir Lieutaud. Em setembro de 1865, o jornalista Luís Olímpio Teles de Menezes fundou, em Salvador, o primeiro centro espírita do Brasil, denominado Grupo Familiar do Espiritismo, ao passo que em 21 de julho de 1869, Menezes lançou o primeiro periódico espírita do país, O Écho d'Alêm-Tumulo.

## Histórico
Em 2 de agosto de 1873, constituiu-se juridicamente a Sociedade de Estudos Espiríticos - Grupo Confúcio, com sede no Rio de Janeiro, dirigido pelo engenheiro Antônio da Silva Neto e pelo advogado Francisco Leite de Bittencourt Sampaio. Em 1 de janeiro de 1875, o Grupo Confúcio lançou o segundo periódico espírita do país, a Revista Espírita, dirigida por Silva Neto. Ainda nesse mesmo ano, também por iniciativa do Grupo, a Livraria Garnier publicou a tradução do Livro dos Espíritos pelo médico Joaquim Carlos Travassos, sob o pseudônimo de "Fortúnio". Foi este personagem quem presenteou, na época desse lançamento, o Dr. Bezerra de Menezes com um dos primeiros exemplares com dedicatória.
Entre 1875 e 1876, Travassos lançou as demais obras básicas do espiritismo: O Livro dos Médiuns, O Céu e o Inferno, O Evangelho segundo o Espiritismo e A Gênese. Nesse período, o Grupo Confúcio organizou as primeiras sessões de assistência gratuita homeopática, criando a associação entre esta prática e o espiritismo.

## Dissolução e legado
O Grupo Confúcio extinguiu-se três anos após a sua constituição, em 1876, por dissenso entre os "científicos", que priorizavam o estudo d'O Livro dos Espíritos e d'O Livro dos Médiuns, e os "místicos", que defendiam o enfoque religioso d'O Evangelho segundo o Espiritismo. Estes últimos formaram a Sociedade de Estudos Espíritas Deus, Cristo e Caridade, em 26 de abril de 1876, sucedida pela Sociedade Acadêmica Deus, Cristo e Caridade, em 3 de outubro de 1879. Após mais embates entre os dois grupos, os "místicos" formaram a Sociedade Espírita Fraternidade, em 2 de março de 1880. Foi a tentativa de Antônio Luiz Sayão para agregar ambas as Sociedades que eventualmente deu origem à Federação Espírita Brasileira.